# Georges Simenons bibliografi
Georges Simenons bibliografi opdeles traditionelt i to dele: Maigret-historierne og alle øvrige værker. Georges Simenon skrev i alt 78 romaner om Maigret samt en række noveller. De øvrige værker er ligeledes primært romaner og noveller, men der er også udgivet rejseberetninger, brevvekslinger og selvbiografier af ham.

## Maigret-historierne
| Nr. | Original titel                                 | Udsendt        | Dansk titel                                                                          |
| --- | ---------------------------------------------- | -------------- | ------------------------------------------------------------------------------------ |
| 1   | Train de nuit                                  | 1930           |                                                                                      |
| 2   | La maison d'inquiétude                         | 1930           |                                                                                      |
| 3   | Pietr-le-Letton                                | 1931           | Maigret og togmordet, Pieter fra Letland, Pietr fra Letland                          |
| 4   | Le Charretier de la Providence                 | 1931           | Maigret og mordet på kanalen, Mordet på kanalen, Forbrydelse ved sluse 14            |
| 5   | M. Gallet décédé                               | 1931           | Afdøde hr. Gallet, Maigret og hotelmordet, Afdøde Monsieur Gallet                    |
| 6   | Le Pendu de Saint-Pholien                      | 1931           | Den hængte i Liege, Maigret og selvmorderen, Den hængte fra Saint-Pholien            |
| 7   | La Tête d'un homme (L'Homme de la Tour Eiffel) | 1931           | Det gælder et liv, Maigret og den dødsdømte                                          |
| 8   | Le Chien jaune                                 | 1931           | Den gule hund, Maigret og den gule hund                                              |
| 9   | La Nuit du carrefour                           | 1931           | Maigret og mordet ved vejkrydset, Natten ved vejkrydset, Mordet ved vejkrydset       |
| 10  | Un Crime en Hollande                           | 1931           | Drama i Holland                                                                      |
| 11  | Au Rendez-vous des Terre-Neuves                | 1931           | Den tredie nat, Maigret og den døde kaptajn                                          |
| 12  | La Danseuse du Gai-Moulin                      | 1931           | Maigret og barpigen, Pigen fra Moulin-Rouge                                          |
| 13  | La Guinguette à deux sous                      | 1932           | Maigret finder en morder, Skillingsknejpen                                           |
| 14  | L'Ombre chinoise                               | 1932           | Maigret og de tre kvinder, Skyggen på vinduet                                        |
| 15  | L'Affaire Saint-Fiacre                         | 1932           | Døden i kirken, Maigret og den gamle grevinde                                        |
| 16  | Chez les Flamands                              | 1932           | Maigret og mordet ved grænsen, Mordet ved grænsen                                    |
| 17  | Le Port des brumes                             | 1932           | Et skud i tågen, Maigret og den tavse mand                                           |
| 18  | Le Fou de Bergerac                             | 1932           | Maigret og den gale fra Bergerac, To gange død                                       |
| 19  | Liberty Bar                                    | 1932           | Liberty Bar, Maigret i Liberty Bar                                                   |
| 20  | L'Écluse no. 1                                 | 1933           | Maigret og flodskipperen, Sluse nr. 1                                                |
| 21  | La femme rousse                                | 1933           |                                                                                      |
| 22  | Maigret                                        | 1934           | Maigret vender tilbage                                                               |
| 23  | La Maison du juge                              | 1940           | Dommerens hus, Maigret og den noble dommer                                           |
| 24  | Les Caves du Majestic                          | 1942           | Maigret i Hotel Majestic                                                             |
| 25  | Cécile est morte                               | 1942           | Maigret og den døde pige                                                             |
| 26  | Signé Picpus                                   | 1944           | Maigret og knivstikkeren                                                             |
| 27  | Félicie est là                                 | 1944           | Maigret og den stædige pige                                                          |
| 28  | L'Inspecteur Cadavre                           | 1944           | Maigret møder en kollega                                                             |
| 29  | Maigret se fâche                               | august 1945    |                                                                                      |
| 30  | Maigret à New York                             | marts 1946     | Maigret i New York                                                                   |
| 31  | Les Vacances de Maigret                        | november 1947  | Maigret og sølvknivens hemmelighed, Sølvknivens hemmelighed                          |
| 32  | Maigret et son mort                            | januar 1948    | Det ukendte offer, Maigret og den døde, Maigret og det ukendte offer                 |
| 33  | La Première enquête de Maigret, 1913           | oktober 1948   | Maigrets første sag                                                                  |
| 34  | Mon ami Maigret                                | februar 1949   | Min ven Maigret                                                                      |
| 35  | Maigret chez le coroner                        | juli 1949      | Arizona-mysteriet                                                                    |
| 36  | L'Amie de Mme Maigret                          | december 1949  | Damen med den hvide hat, Fru Maigrets veninde                                        |
| 37  | Les Mémoires de Maigret                        | september 1950 | Maigrets memoirer                                                                    |
| 38  | Maigret et la vieille dame                     | december 1950  | Juvelmordet, Maigret og den gamle dame                                               |
| 39  | Maigret au "Picratt's"                         | december 1950  | Maigret på Montmartre, Mysteriet på Montmartre - Maigret hos Picratt's               |
| 40  | Maigret en meublé                              | februar 1951   | Det mystiske hus, Maigret i Pensionatet, Maigret flytter ind                         |
| 41  | Maigret et la grande perche                    | maj 1951       | Kvinden der forsvandt, Maigret og det lange siv, Maigret og kvinden der forsvandt    |
| 42  | Maigret, Lognon et les gangsters               | september 1951 | Højt spil i Paris, Maigret, Lognon og gangsterne, Maigret og den uheldige politimand |
| 43  | Le Revolver de Maigret                         | juni 1952      | Maigrets revolver                                                                    |
| 44  | Maigret et l'homme du banc                     | 1953           | Maigret og manden på bænken, Mordet i gyden                                          |
| 45  | Maigret a peur                                 | marts 1953     | Maigret bliver bange                                                                 |
| 46  | Maigret se trompe                              | august 1953    | Maigret tager fejl                                                                   |
| 47  | Maigret à l'école                              | december 1953  | Maigret i skolen                                                                     |
| 48  | Maigret et la jeune morte                      | januar 1954    | Maigrets styrkeprøve                                                                 |
| 49  | Maigret chez le ministre                       | august 1954    | Maigret hos ministeren                                                               |
| 50  | Maigret et le corps sans tête                  | januar 1955    | Maigret og mordet ved slusen, Mysteriet ved slusen                                   |
| 51  | Maigret tend un piège                          | juli 1955      | Maigret stiller en fælde                                                             |
| 52  | Un Échec de Maigret                            | marts 1956     | Maigret har fiasko                                                                   |
| 53  | Maigret s'amuse                                | september 1956 | Maigret morer sig                                                                    |
| 54  | Maigret voyage                                 | august 1957    | Maigret på rejse                                                                     |
| 55  | Les Scrupules de Maigret                       | december 1957  | Maigret aner uråd                                                                    |
| 56  | Maigret et les témoins récalcitrants           | oktober 1958   | Maigret og de stædige vidner                                                         |
| 57  | Une Confidence de Maigret                      | maj 1959       | Maigrets hemmelighed                                                                 |
| 58  | Maigret aux assises                            | november 1959  | Maigret finder et vidne                                                              |
| 59  | Maigret et les vieillards                      | juni 1960      | Maigret og ambassadøren                                                              |
| 60  | Maigret et le voleur paresseux                 | januar 1961    | Maigret og tyven                                                                     |
| 61  | Maigret et les braves gens                     | september 1961 | Maigret og de brave folk                                                             |
| 62  | Maigret et le client du samedi                 | februar 1962   | Maigret får besøg                                                                    |
| 63  | Maigret et le clochard                         | maj 1962       | Maigret og vagabonden                                                                |
| 64  | La Colère de Maigret                           | juni 1962      |                                                                                      |
| 65  | Maigret et le fantôme                          | juni 1963      | Maigret og spøgelset                                                                 |
| 66  | Maigret se défend                              | juli 1964      | Maigret forsvarer sig                                                                |
| 67  | La Patience de Maigret                         | marts 1965     | Maigrets tålmodighed                                                                 |
| 68  | Maigret et l'affaire Nahour                    | februar 1966   | Maigret og Nahour-sagen                                                              |
| 69  | Le Voleur de Maigret                           | november 1966  | Maigret og hans tyveknægt                                                            |
| 70  | Maigret à Vichy                                | september 1967 | Maigret i Vichy                                                                      |
| 71  | Maigret hésite                                 | januar 1968    | Maigret tøver                                                                        |
| 72  | L'Ami d'enfance de Maigret                     | juni 1968      | Maigrets barndomsven                                                                 |
| 73  | Maigret et le tueur                            | april 1969     | Maigret og dræberen                                                                  |
| 74  | Maigret et le marchand de vin                  | september 1969 | Maigret og vinhandleren                                                              |
| 75  | La Folle de Maigret                            | maj 1970       | Maigret kommer for sent                                                              |
| 76  | Maigret et l'homme tout seul                   | februar 1971   | Maigret og den ensomme                                                               |
| 77  | Maigret et l'indicateur                        | juni 1971      | Maigret og stikkeren                                                                 |
| 78  | Maigret et Monsieur Charles                    | februar 1972   | Maigret og advokaten                                                                 |

## Øvrige værker
| Titel | Genre        | År   | Dansk titel |
| --- | ------------ | ---- | ----------- |
| La Folle d’Itteville                                                                                                   | Roman        | 1931 |             |
| Le Relais d’Alsace | Roman        | 1931 |             |
| Le Passager du «Polarlys»                                                                                              | Roman        | 1932 |             |
| Ziliouk | Novelle      | 1932 |             |
| Monsieur Rodrigues | Novelle      | 1932 |             |
| Madame Smitt | Novelle      | 1932 |             |
| Les "Flamands" | Novelle      | 1932 |             |
| Nouchi | Novelle      | 1932 |             |
| Arnold Schuttringer | Novelle      | 1932 |             |
| Waldemar Strvzeski | Novelle      | 1932 |             |
| Philippe | Novelle      | 1932 |             |
| Nicolas | Novelle      | 1932 |             |
| Les Timmermans | Novelle      | 1932 |             |
| La Pacha | Novelle      | 1932 |             |
| Otto Müller | Novelle      | 1932 |             |
| Bus | Novelle      | 1932 |             |
| G 7 | Novelle      | 1932 |             |
| Le Naufrage du «Catherine»                                                                                             | Novelle      | 1932 |             |
| L’Esprit déménageur | Novelle      | 1932 |             |
| L’Homme tatoué | Novelle      | 1932 |             |
| Le Corps disparu | Novelle      | 1932 |             |
| Hans Peter | Novelle      | 1932 |             |
| Le Chien jaune | Novelle      | 1932 |             |
| L’Incendie du parc Monceau                                                                                             | Novelle      | 1932 |             |
| Le Mas Costefigues | Novelle      | 1932 |             |
| Le Château des disparus                                                                                                | Novelle      | 1932 |             |
| Le Secret du fort Bayard                                                                                               | Novelle      | 1932 |             |
| Le drame de Dunkerque                                                                                                  | Novelle      | 1932 |             |
| L’inconnue d’Étretat                                                                                                   | Novelle      | 1932 |             |
| L’Affaire Lefrançois                                                                                                   | Novelle      | 1932 |             |
| Le Coffre-fort de la S.S.S.                                                                                            | Novelle      | 1932 |             |
| Le Dossier no 16 | Novelle      | 1932 |             |
| Le Mort invraisemblable                                                                                                | Novelle      | 1932 |             |
| Le Vol du lycée de B…                                                                                                  | Novelle      | 1932 |             |
| Le Dénommé Popaul | Novelle      | 1932 |             |
| Le Pavillon de la Croix-Rousse                                                                                         | Novelle      | 1932 |             |
| La Cheminée du "Lorraine"                                                                                              | Novelle      | 1932 |             |
| Les Trois Rembrandt | Novelle      | 1932 |             |
| L’Écluse n° 14 | Novelle      | 1932 |             |
| Les Deux Ingénieurs | Novelle      | 1932 |             |
| La Bombe de l’Astoria                                                                                                  | Novelle      | 1932 |             |
| La Tabatière en or | Novelle      | 1932 |             |
| Les Fiançailles de M. Hire                                                                                             | Roman        | 1933 |             |
| Le Coup de lune | Roman        | 1933 |             |
| La Maison du canal | Roman        | 1933 |             |
| L’Âne Rouge | Roman        | 1933 |             |
| Les Gens d’en face | Roman        | 1933 |             |
| Le Haut Mal | Roman        | 1933 |             |
| L’Homme de Londres | Roman        | 1934 |             |
| Le Locataire | Roman        | 1934 |             |
| Les Suicidés | Roman        | 1934 |             |
| Les Pitard | Roman        | 1935 |             |
| Les Clients d’Avrenos                                                                                                  | Roman        | 1935 |             |
| Quartier nègre | Roman        | 1935 |             |
| L’Évadé | Roman        | 1936 |             |
| Long Cours | Roman        | 1936 |             |
| Les Demoiselles de Concarneau                                                                                          | Roman        | 1936 |             |
| 45° à l’ombre | Roman        | 1936 |             |
| Le Testament Donadieu                                                                                                  | Roman        | 1937 |             |
| L’Assassin | Roman        | 1937 |             |
| Le Blanc à lunettes | Roman        | 1937 |             |
| Faubourg | Roman        | 1937 |             |
| Ceux de la soif | Roman        | 1938 |             |
| Chemin sans issue | Roman        | 1938 |             |
| Le Grand Langoustier                                                                                                   | Novelle      | 1938 |             |
| La Nuit des sept minutes                                                                                               | Novelle      | 1938 |             |
| L’Énigme de la «Marie-Galante»                                                                                         | Novelle      | 1938 |             |
| Les Rescapés du "Télémaque"                                                                                            | Roman        | 1938 |             |
| Les Trois Crimes de mes amis                                                                                           | Roman        | 1938 |             |
| L’Homme en habit dans son square et le baguard aux nougats                                                             | Novelle      | 1938 |             |
| Celui qui se battait qvec les rats ou la plus banale des histoires                                                     | Novelle      | 1938 |             |
| Popaul et son cuisinier ou la tête a trop trempé                                                                       | Novelle      | 1938 |             |
| Touristes de bananes ou les Adams de Chigcago et les Eves de manchester et d’Oslo dans les nouveaux paradis terrestres | Novelle      | 1938 |             |
| Les Joies de la pampa ou l’homme qui est prissonier entre deux gares                                                   | Novelle      | 1938 |             |
| L’Aventur du gentleman anglais et de la femme qui montrait son derrière du haut d’un cocotier                          | Novelle      | 1938 |             |
| Mon ami l’Auvergnat et le Lithouanien solitair qui n’avait jamais mangé                                                | Novelle      | 1938 |             |
| Le Politechnicien et le boy à sonnettes                                                                                | Novelle      | 1938 |             |
| L’Aventurier syndiqué                                                                                                  | Novelle      | 1938 |             |
| Celui qui refusait de devenir jugé                                                                                     | Novelle      | 1938 |             |
| Les Chiens des marquises et le percepteur dans la forêt vierge                                                         | Novelle      | 1938 |             |
| Le Suspect | Roman        | 1938 |             |
| Les Sœurs Lacroix | Roman        | 1938 |             |
| Touriste de bananes | Roman        | 1938 |             |
| Monsieur La Souris | Roman        | 1938 |             |
| La Marie du port | Roman        | 1938 |             |
| L’Escale de Buenaventura                                                                                               | Novelle      | 1938 |             |
| L’homme qui regardait passer les trains                                                                                | Roman        | 1938 |             |
| Un crime au Gabon | Novelle      | 1938 |             |
| Le Cheval Blanc | Roman        | 1938 |             |
| Le Policier d’Istanbul                                                                                                 | Novelle      | 1939 |             |
| Le Coup de Vague | Roman        | 1939 |             |
| Les Mystères du Grand Saint-Georges                                                                                    | Novelle      | 1939 |             |
| Chez Krull | Roman        | 1939 |             |
| L’Enquête de Mlle Doche                                                                                                | Novelle      | 1939 |             |
| La Ligne du désert | Novelle      | 1939 |             |
| Le Bourgmestre de Furnes                                                                                               | Roman        | 1939 |             |
| Le flair du Petit Docteur                                                                                              | Novelle      | 1939 |             |
| La Demoiselle en bleu pâle                                                                                             | Novelle      | 1939 |             |
| Une femme a crié | Novelle      | 1939 |             |
| Le Fantôme de M. Marbe                                                                                                 | Novelle      | 1940 |             |
| Le Mariés du 1er décembre                                                                                              | Novelle      | 1940 |             |
| Le Mort tombé du ciel                                                                                                  | Novelle      | 1940 |             |
| La Sonnette d’alarme                                                                                                   | Novelle      | 1940 |             |
| Le Passager et son nègre                                                                                               | Novelle      | 1940 |             |
| La Piste de l’homme roux                                                                                               | Novelle      | 1940 |             |
| Malempin | Roman        | 1940 |             |
| L’Amiral a disparu | Novelle      | 1940 |             |
| La Bonne Fortune du Hollandais                                                                                         | Novelle      | 1940 |             |
| Le Château de l’arsenic                                                                                                | Novelle      | 1940 |             |
| Les inconnus dans la maison                                                                                            | Roman        | 1940 |             |
| L’Amoureux aux pantoufles                                                                                              | Novelle      | 1941 |             |
| Cour d’assises | Roman        | 1941 |             |
| La Cage d’Émile/La Jeune Fille de La Rochelle                                                                          | Novelle      | 1941 |             |
| La Cabane en bois | Novelle      | 1941 |             |
| L’Homme tout nu | Novelle      | 1941 |             |
| Bergelon | Roman        | 1941 |             |
| L’Arrestation du musicien                                                                                              | Novelle      | 1941 |             |
| L’Étrangleur de Moret                                                                                                  | Novelle      | 1941 |             |
| L’Outlaw | Roman        | 1941 |             |
| Le Vieillard de porte-mine                                                                                             | Novelle      | 1941 |             |
| Les Trois Bateaux de la calanque                                                                                       | Novelle      | 1941 |             |
| Il pleut, bergère… | Roman        | 1941 |             |
| La Fleuriste de Deauville                                                                                              | Novelle      | 1941 |             |
| Le Ticket de métro | Novelle      | 1941 |             |
| Émile à Bruxelles | Novelle      | 1941 |             |
| Le Prisonnier de Lagny                                                                                                 | Novelle      | 1941 |             |
| Le Voyageur de la Toussaint                                                                                            | Roman        | 1941 |             |
| Le club de vieilles dames                                                                                              | Novelle      | 1941 |             |
| Le docteur Tant-Pis | Novelle      | 1941 |             |
| Le Chantage de l’Agence O                                                                                              | Novelle      | 1941 |             |
| La Maison des sept jeunes filles                                                                                       | Roman        | 1941 |             |
| Oncle Charles s’est enfermé                                                                                            | Roman        | 1942 |             |
| La veuve Couderc | Roman        | 1942 |             |
| Le fils Cardinaud | Roman        | 1942 |             |
| Le vérité sur Bébé Donge                                                                                               | Roman        | 1942 |             |
| Le rapport du gendarme                                                                                                 | Roman        | 1944 |             |
| La Fenêtre des Rouet                                                                                                   | Roman        | 1945 |             |
| La Fuite de M. Monde                                                                                                   | Roman        | 1945 |             |
| L’Aîné des Ferchaux | Roman        | 1945 |             |
| Je me souviens | Selvbiografi | 1945 |             |
| Les Noces de Poitiers                                                                                                  | Roman        | 1946 |             |
| Trois Chambres à Manhattan                                                                                             | Roman        | 1946 |             |
| Le Cercle des Mahé | Roman        | 1946 |             |
| Au bout du rouleau | Roman        | 1946 |             |
| Lettre à mon juge | Roman        | 1947 |             |
| Le Clan des Ostendais                                                                                                  | Roman        | 1947 |             |
| Le destin des Malou | Roman        | 1947 |             |
| Le Passager clandestin                                                                                                 | Roman        | 1947 |             |
| Le Bilan Malétras | Roman        | 1948 |             |
| La Jument Perdue | Roman        | 1948 |             |
| La neige était sale | Roman        | 1948 |             |
| Pedigree | Roman        | 1948 |             |
| Le fond de la bouteille                                                                                                | Roman        | 1949 |             |
| Les fantômes du chapelier                                                                                              | Roman        | 1949 |             |
| Les quatre jours du pauvre homme                                                                                       | Roman        | 1949 |             |
| Un nouveau dans la ville                                                                                               | Roman        | 1950 |             |
| L’Enterrement de M. Bouvet                                                                                             | Roman        | 1950 |             |
| Les petits cochons sans queue                                                                                          | Novelle      | 1950 |             |
| Sous peine de mort | Novelle      | 1950 |             |
| Le Petit Tailleur et le chapelier                                                                                      | Novelle      | 1950 |             |
| Bénis soient les humbles                                                                                               | Novelle      | 1949 |             |
| Un certain Monsieur Berquin                                                                                            | Novelle      | 1950 |             |
| L’Escale de Buenaventura                                                                                               | Novelle      | 1950 |             |
| Le Deuil de Fonsine | Novelle      | 1950 |             |
| Madame Quatre et ses enfants                                                                                           | Novelle      | 1950 |             |
| Les Volets verts | Roman        | 1950 |             |
| Tante Jeanne | Roman        | 1951 |             |
| Le Temps d’Anaïs | Roman        | 1951 |             |
| Sept petites croix dans un carnet                                                                                      | Novelle      | 1951 |             |
| Le Petit Restaurant des Ternes                                                                                         | Novelle      | 1951 |             |
| Une vie comme neuve | Roman        | 1951 |             |
| Marie qui louche | Roman        | 1952 |             |
| La Morte de Belle | Roman        | 1952 |             |
| Les Frères Rico | Roman        | 1952 |             |
| Antoine et Julie | Roman        | 1953 |             |
| L’Escalier de fer | Roman        | 1953 |             |
| Feux rouges | Roman        | 1953 |             |
| Crime impuni | Roman        | 1954 |             |
| La Châle de Marie Dudon                                                                                                | Novelle      | 1954 |             |
| La Femme du pilote | Novelle      | 1954 |             |
| Le Doigt de Barraquier                                                                                                 | Novelle      | 1954 |             |
| Valérie s’en va | Novelle      | 1954 |             |
| L’Épingle en fer à cheval                                                                                              | Novelle      | 1954 |             |
| Le Baron de l’écluse, ou la Crosière du «Potam»                                                                        | Novelle      | 1954 |             |
| Le nègre s’est endormi                                                                                                 | Novelle      | 1954 |             |
| L’Homme à barbe, auch Nicolas                                                                                          | Novelle      | 1954 |             |
| Le Bateau d’Émile | Novelle      | 1954 |             |
| L’Horloger d’Everton                                                                                                   | Roman        | 1954 |             |
| Le Grand Bob | Roman        | 1954 |             |
| Les Témoins | Roman        | 1954 |             |
| La Boule noire | Roman        | 1955 |             |
| Les Complices | Roman        | 1956 |             |
| En cas de malheur | Roman        | 1956 |             |
| Le Petit Homme d’Arkhangelsk                                                                                           | Roman        | 1956 |             |
| Le Fils | Roman        | 1957 |             |
| Le Nègre | Roman        | 1957 |             |
| Strip-tease | Roman        | 1958 |             |
| Le Président | Roman        | 1958 |             |
| Le Passage de la ligne                                                                                                 | Roman        | 1958 |             |
| Dimanche | Roman        | 1958 |             |
| Le Roman de l’homme | Essay        | 1959 |             |
| La Vieille | Roman        | 1959 |             |
| Le Veuf | Roman        | 1959 |             |
| L’Ours en peluche | Roman        | 1960 |             |
| Betty | Roman        | 1961 |             |
| Le Train | Roman        | 1961 |             |
| La Porte | Roman        | 1962 |             |
| Les Autres | Roman        | 1962 |             |
| Les Anneaux de Bicêtre                                                                                                 | Roman        | 1963 |             |
| Les Nolépitois | Novelle      | 1963 |             |
| La Rue aux trois poussins                                                                                              | Novelle      | 1963 |             |
| Le Comique du «Saint-Antoine»                                                                                          | Novelle      | 1963 |             |
| Le Mari de Mélie | Novelle      | 1963 |             |
| Le Capitaine du "Vasco"                                                                                                | Novelle      | 1963 |             |
| Le Crime du Malgracieux                                                                                                | Novelle      | 1963 |             |
| Le Docteur de Kirkenes                                                                                                 | Novelle      | 1963 |             |
| La Piste du Hollandais                                                                                                 | Novelle      | 1963 |             |
| Les Demoiselles de Queue-de-Vache                                                                                      | Novelle      | 1963 |             |
| Le Matin des trois absoutes                                                                                            | Novelle      | 1963 |             |
| Le Naufrage de l’«Armoire-à-glace»                                                                                     | Novelle      | 1963 |             |
| Les Mains pleines | Novelle      | 1963 |             |
| Annette et la dame blonde                                                                                              | Novelle      | 1963 |             |
| La Chambre bleue | Roman        | 1964 |             |
| L’Homme au petit chien                                                                                                 | Roman        | 1964 |             |
| Le Petit Saint | Roman        | 1965 |             |
| Le Train de Venise | Roman        | 1965 |             |
| Le Confessionnal | Roman        | 1966 |             |
| La mort d’Auguste | Roman        | 1966 |             |
| Le Chat | Roman        | 1967 |             |
| Le Déménagement | Roman        | 1967 |             |
| La Prison | Roman        | 1968 |             |
| La Main | Roman        | 1968 |             |
| Il y a encore des noisetiers                                                                                           | Roman        | 1969 |             |
| Novembre | Roman        | 1969 |             |
| Quand j’etais vieux | Selvbiografi | 1970 |             |
| Le Riche homme | Roman        | 1970 |             |
| La Disparition d’Odile                                                                                                 | Roman        | 1971 |             |
| La Cage de verre | Roman        | 1971 |             |
| Les Innocents | Roman        | 1972 |             |
| Correspondance André Gide – Georges Simenon                                                                            | Brevveksling | 1973 |             |
| Lettre à ma mère | Selvbiografi | 1974 |             |
| Un Homme comme un autre                                                                                                | Selvbiografi | 1975 |             |
| Des traces de pas | Selvbiografi | 1975 |             |
| Une France inconnue ou L’aventure entre deux berges                                                                    | Reportage    | 1976 |             |
| Une "première" à l’île de Ré                                                                                           | Reportage    | 1976 |             |
| Police judicaire | Reportage    | 1976 |             |
| Les Coulisses de la Police                                                                                             | Reportage    | 1976 |             |
| Police-Secours ou Les nouveaux mystères de Paris                                                                       | Reportage    | 1976 |             |
| Stavisky ou La Machine à Suicider                                                                                      | Reportage    | 1976 |             |
| À la recherche des assasins du conseiller Prince                                                                       | Reportage    | 1976 |             |
| Inventaire de la France (Quand la crise sera finie)                                                                    | Reportage    | 1976 |             |
| La Femme en France | Reportage    | 1976 |             |
| Cargaisons humaines | Reportage    | 1976 |             |
| L’Heure du Nègre | Reportage    | 1976 |             |
| Pays du froid | Reportage    | 1976 |             |
| Les Gangsters du Bosphore                                                                                              | Reportage    | 1976 |             |
| En marge de méridiens                                                                                                  | Reportage    | 1976 |             |
| Les Gangsters dans l’archipel des Amours                                                                               | Reportage    | 1976 |             |
| Histoires du monde malade                                                                                              | Reportage    | 1976 |             |
| Au chevet du monde malade                                                                                              | Reportage    | 1976 |             |
| L'Amérique en auto | Reportage    | 1976 |             |
| Les Petits Hommes | Selvbiografi | 1976 |             |
| Vent du nord, vent du sud                                                                                              | Selvbiografi | 1976 |             |
| Un banc au soleil | Selvbiografi | 1977 |             |
| De la cave au grenier                                                                                                  | Selvbiografi | 1977 |             |
| A l’abri de notre arbre                                                                                                | Selvbiografi | 1977 |             |
| Tant que je suis vivant                                                                                                | Selvbiografi | 1978 |             |
| Vacances obligatoires                                                                                                  | Selvbiografi | 1978 |             |
| La Main dans la main                                                                                                   | Selvbiografi | 1978 |             |
| Au-delá de ma porte-fenêtre                                                                                            | Selvbiografi | 1978 |             |
| Je suis resté un enfant de chœur                                                                                       | Selvbiografi | 1979 |             |
| À quoi bon jurer? | Selvbiografi | 1979 |             |
| Point-virgule | Selvbiografi | 1979 |             |
| Le Prix d’un homme | Selvbiografi | 1980 |             |
| On dit que j’ai soixante-quinze ans                                                                                    | Selvbiograf  | 1980 |             |
| Quand vient le froid                                                                                                   | Selvbiografi | 1980 |             |
| Les Libertés qu’il nous reste                                                                                          | Selvbiografi | 1981 |             |
| La Femme endormie | Selvbiografi | 1981 |             |
| Jour et nuit | Selvbiografi | 1981 |             |
| Destinées | Selvbiografi | 1981 |             |
| Mémoires intimes, suivis du "Livre de Marie-Jo"                                                                        | Selvbiografi | 1981 |             |
| Escales nordique | Reportage    | 1989 |             |
| Sa Majesté la Douane                                                                                                   | Reportage    | 1989 |             |
| Europe 33 | Reportage    | 1989 |             |
| L’Afrique qu’on dit mystérieuse                                                                                        | Reportage    | 1989 |             |
| Les grandes palaces européens                                                                                          | Reportage    | 1989 |             |
| Chez Trotsky | Reportage    | 1989 |             |
| Peuples qui ont faim                                                                                                   | Reportage    | 1989 |             |
| "Mare Nostrum" ou la Mediterranée en goulette                                                                          | Reportage    | 1989 |             |
| La Chanteuse de Pigalle                                                                                                | Novelle      | 1990 |             |
| L’Invalide à la tête de bois                                                                                           | Novelle      | 1990 |             |
| Le Gros lot | Novelle      | 1990 |             |
| L’Affaire du canal | Novelle      | 1991 |             |
| Sing-Sing, ou la Maison des trois marches                                                                              | Novelle      | 1991 |             |
| Mademoiselle Augustine                                                                                                 | Novelle      | 1991 |             |
| Moss et Hoch | Novelle      | 1991 |             |
| L’As de l’arrestation                                                                                                  | Novelle      | 1991 |             |
| Le yacht et la panthère                                                                                                | Novelle      | 1991 |             |
| L’Oranger des îles Marquises                                                                                           | Novelle      | 1992 |             |
| Monsieur Mimosa | Novelle      | 1992 |             |
| Les Trois Messieurs de Consortium                                                                                      | Novelle      | 1992 |             |
| L’Homme qui mitraillait les rats                                                                                       | Novelle      | 1992 |             |
| La Tête de Joseph | Novelle      | 1992 |             |
| Little Samuel à Tahiti                                                                                                 | Novelle      | 1992 |             |
| Le Vieux Couple de Cherbourg                                                                                           | Novelle      | 1992 |             |
| La Révolte du Canari                                                                                                   | Novelle      | 1992 |             |
| Le Destin de Monsieur Saft                                                                                             | Novelle      | 1992 |             |
| Les Cent Mille Francs de P’tite Madame                                                                                 | Novelle      | 1992 |             |
| L’Aventurier au parapluie                                                                                              | Novelle      | 1992 |             |
| La Cabane à Flipke | Novelle      | 1992 |             |
| Carissimo Simenon – Mon cher Fellini                                                                                   | Brevveksling | 1998 |             |